# Varley (plaats)
Varley, in de volksmond ook wel Lake Varley genoemd, is een plaats in de regio Wheatbelt in West-Australië.

## Geschiedenis
Ten tijde van de Europese kolonisatie leefden de Njakinjaki Nyungah in de streek.
In 1901 vernoemde ontdekkingsreiziger Frank Hann 'Lake Varley' en 'Varley Rock' vermoedelijk naar Gustavus Varley, een ambtenaar van het departement mijnen.
In de jaren 1930 werd de streek opengesteld voor landbouw. Er werd dat jaar een gemeenschapszaal gebouwd. Van 1931 tot 1933 werd lesgegeven in de gemeenschapszaal. In 1939, nadat de plaatselijke bevolking erom vroeg, werd het dorp Varley officieel gesticht. Het werd naar het nabijgelegen meer en de rots vernoemd.
In 1945 opende dankzij de plaatselijke CWA-afdeling een schooltje in Varley. Zes jaar later, in 1951, werd een nieuwe gemeenschapszaal gebouwd. Twaalf jaar later, in 1963, brak men de zaal reeds af en bouwde weer een nieuwe op dezelfde plaats.
In 1976 werd in Varley een medisch centrum gevestigd, bemand door een verpleegster, en de Royal Flying Doctor Service die tweewekelijks langskwam. Vier jaar later, in 1980, werd een nieuw schooltje gebouwd. In 1990 werd het dorp op het waterleidingnet aangesloten.

## Beschrijving
Varley maakt deel uit van het lokale bestuursgebied (LGA) Shire of Lake Grace, een landbouwdistrict. Het is een verzamel- en ophaalpunt voor de oogst van de graanproducenten uit de streek die bij de Co-operative Bulk Handling Group aangesloten zijn.
In 2021 telde Varley 44 inwoners.
Varley heeft een gemeenschapszaal, enkele sportfaciliteiten en een medisch centrum. De basisschool sloot in 2003 de deuren.

## Toerisme
Het Varley Museum is een streekmuseum. Vanop de 'Dempster Rock' net ten westen van het dorp heeft men een weids uitzicht over het rondom liggende landbouwgebied.
Hatters Hill is een spookdorp waar ooit goud werd gevonden, 60 kilometer ten oosten van Varley. Liefhebbers zoeken er nog steeds naar goud.
Vanuit Varley kan men de historische rabbit-proof fence bezoeken die langs de oostgrens van het district loopt.

## Transport
Varley ligt langs de 'Hyden-Lake KIng Road' die deel uitmaakt van 'State Route 40', 422 kilometer ten oostzuidoosten van de West-Australische hoofdstad Perth, 290 kilometer ten noordwesten van Esperance en 134 kilometer ten oostnoordoosten van Lake Grace, de hoofdplaats van het lokale bestuursgebied waarvan het deel uitmaakt.
Varley heeft een startbaan, 'Lake Varley Airport' (ICAO: YLVY).